# Дарт Моул
Дарт Моул (Darth Maul) е ситски възпитаник в света на Междузвездни войни.
Ученик на Дарт Сидиос (Darth Sidious). Принадлежи към вида Забрак от планетата Датомир и цялото му тяло е татуирано в черно с древни ситски мотиви. Истинския цвят на кожата му е червен. Главата му е увенчана с десет рогчета, типични за вида му. Разположението, броят и видът им са различни за всяка от различните раси. Зъбите му са заострени, а очите – с жълт цвят, предизвикан от тъмната страна на силата. Всичко това му придава страховит вид.
Както всички владеещи силата, Моул е трениран в изкуството на светлинния меч, но не следва традиционните методи на борба на ситите. Неговата енергична и изчистена техника, прибавена към особения му двоен светлинен меч, го превръщат в един от най-опасните сити.
 Внимание:  Текстът по-долу разкрива сюжета на произведението (или части от него)!
Дарт Сидиъс отвлича Моул, когато той е само двумесечен, но го лъже, че го е открил в един свален кораб. Истинското му име вероятно е Хамеир Сарин (Khameir Sarin).
Убит от Оби-Уан Кеноби в дуел, като малко преди това сам убива също в дуел учителя на Оби-Уан–Куай-Гон Джин.
Но Мол е оцелял, и той е на изгнание на планета Орто Плутония. Той е завърнал на родната си планета Датомир, срещайки майка си Талзин.